# هامادا طلعت
هامادا طلعت هو لاعب رماية مصري، ولد في 1 مارس 1981.

## وصلات خارجية
- هامادا طلعت على موقع الاتحاد الدولي (الإنجليزية)
- هامادا طلعت على موقع أوليمبيديا (الإنجليزية)